# La casa de las chivas (pel·lícula)
La casa de las chivas és una pel·lícula dramàtica espanyola dirigida per León Klimovsky, adaptació de l'obra de teatre homònima de Jaime Salom, protagonitzada per Simón Andreu, Charo Soriano, Ricardo Merino i María Kosty. Fou estrenada al cine Florida de Barcelona el 28 d'abril de 1972.

## Sinopsi
Estiu de 1938. En plena Guerra Civil Espanyola, les germanes Trini i Petra, que regenten una fonda, viuran les penúries del conflicte bèl·lic degut a la seva proximitat al front. Un destacament de l'Exèrcit Popular de la República ocupa un casalot proper. La fam que sofreix la seva família els obliga a lliurar-se als militars i així, poder obtenir aliments per a sobreviure. Trini, la germana petita s'enamora d'un dels soldats, un jove sacerdot que pretén mantenir oculta la seva condició davant dels altres soldats.

## Repartiment
- Simón Andreu	...	Juan
- Charo Soriano	...	Petra
- Ricardo Merino...	Mariano
- María Kosty...	Trini
- Pedro Mari Sánchez...	El Nene
- Rafael Hernández 	...	Sopla
- José Canalejas	 ...	Guzmán
- Simón Arriaga	 	...	Villalba
- Adriano Domínguez	 	...	Alonso
- Antonio Casas...	El pare

## Premis
Charo Soriano va rebre el premi a la millor actriu principal als Premis del Sindicat Nacional de l'Espectacle de 1971.